# Championnat du monde de hockey sur glace 1965
Navigation
Suède 1963 Yougoslavie 1966
Le trente-deuxième championnat du monde  de hockey sur glace  et par la même occasion le quarante-troisième  championnat d’Europe a eu lieu du 4 au 14 mars 1965 dans la ville de Tampere en Finlande pour le groupe A.

## Contexte
Pour le groupe du championnat A normalement huit nations devaient être qualifiées mais la Fédération internationale de hockey sur glace s'est heurtée à certains problèmes : lors du championnat de 1963, l'Allemagne de l'est finit à la sixième place mais échoue lors du match de qualification contre l'Allemagne de l'ouest aux Jeux olympiques de 1964. De plus, cette même Allemagne de l'Ouest même si elle finit à la sixième place en 1964 a fini en 1963 à la dernière place du groupe A et ainsi aurait dû descendre dans le championnat B. Dans le même temps, la Norvège aurait dû se hisser dans le groupe A après sa première place dans le championnat B en 1963 et la Suisse finissant à la seconde place du championnat B 1963 et devant la Norvège en 1964 peut également prétendre à une place dans le groupe A. 
Ainsi, il fut décidé d'admettre immédiatement l'Allemagne de l'Est dans le groupe A tandis que les Suisses et les Allemands de l'ouest devraient jouer deux matchs qualificatifs (et hypothétiquement un troisième en cas d'égalité). Le vainqueur est alors opposé à la Norvège pour la huitième place du groupe A et les deux autres équipes font partie du groupe B.
Dans le même temps, étant donné que seulement 18 nations étaient inscrites pour cette édition du championnat, il est décidé de ne pas avoir trois groupes mais seulement deux groupes avec huit équipes chacun.
Pour le groupe B les deux équipes éliminées du groupe A sont donc automatiquement qualifiées, ainsi que l'Autriche première du groupe C en 1963. Les équipes classées à la troisième, quatrième et cinquième place du groupe B de 1963 sont également qualifiées d'office (respectivement la Roumanie, Pologne et la Yougoslavie) tandis que les autres nations inscrites disputent alors un tournoi pour déterminer les deux équipes qualifiées.

## Championnat A

### Qualification pour le groupe A
Les matchs de qualifications entre l'Allemagne de l'ouest et la Suisse ont eu lieu dans les pays respectifs avant le championnat du monde.
- 18 décembre à Augsbourg : Allemagne fédérale 2 – 8 Suisse
- 20 décembre à Berne : Suisse 2 – 7 Allemagne fédérale
- 3 janvier à Genève : Suisse 6 – 7 Allemagne fédérale

La Norvège et l'Allemagne de l'ouest se sont donc rencontrées lors d'un match le 2 mars à Rauma (en Finlande) et finalement les Norvégiens ont gagné sur le score de 5 buts à 4.

### Résultats
4 mars
- Tchécoslovaquie 5 – 1  Allemagne de l'Est
- Suède 5 – 2 États-Unis
- Finlande 4 – 8 URSS

5 mars
- URSS 14 – 2 Norvège
- Suède 5 – 1 Allemagne de l'Est
- Finlande 0 – 4 Canada

6 mars
- Canada 6 – 0 Norvège
- Tchécoslovaquie 12 – 0 États-Unis

7 mars
- URSS 8 – 0 Allemagne de l'Est
- Finlande 2 – 2 Suède

8 mars
- Tchécoslovaquie 9 – 2 Norvège
- Canada 5 – 2 États-Unis

9 mars
- Allemagne de l'Est 7 – 4 États-Unis
- Finlande 4 – 1 Norvège

10 mars
- Canada 8 – 1 Allemagne de l'Est
- URSS 5 – 3 Suède
- Finlande 2 – 5 Tchécoslovaquie

11 mars
- Suède 10 – 0 Norvège
- URSS 9 – 2 États-Unis
- Tchécoslovaquie 8 – 0 Canada

12 mars
- Allemagne de l'Est 5 – 1 Norvège
- Finlande 0 – 4 États-Unis

13 mars
- Suède 6 – 4 Canada
- URSS 3 – 1 Tchécoslovaquie
- Finlande 2 – 3 Allemagne de l'Est

14 mars
- États-Unis 8 – 6 Norvège
- Tchécoslovaquie 3 – 2 Suède
- URSS 4 – 1 Canada

### Classement
|        | Équipe             | PJ | V | N | D | BP | BC |
| ------ | ------------------ | -- | - | - | - | -- | -- |
| Or     | URSS               | 7  | 7 | 0 | 0 | 51 | 13 |
| Argent | Tchécoslovaquie    | 7  | 6 | 0 | 1 | 43 | 10 |
| bronze | Suède              | 7  | 4 | 1 | 2 | 33 | 17 |
| 4      | Canada             | 7  | 4 | 0 | 3 | 28 | 21 |
| 5      | Allemagne de l'Est | 7  | 3 | 0 | 4 | 18 | 33 |
| 6      | États-Unis         | 7  | 2 | 0 | 5 | 22 | 44 |
| 7      | Finlande           | 7  | 1 | 1 | 5 | 14 | 27 |
| 8      | Norvège            | 7  | 0 | 0 | 7 | 12 | 56 |

|   | Équipe             |
| - | ------------------ |
| 1 | URSS               |
| 2 | Tchécoslovaquie    |
| 3 | Suède              |
| 4 | Allemagne de l'Est |
| 5 | Finlande           |
| 6 | Norvège            |

La Norvège jouera donc dans le groupe B pour le championnat 1966.

### Composition de l'URSS
L'équipe soviétique est alors composée des joueurs suivants :
- Viktor Konovalenko et Viktor Zinger (gardiens),
- Edouard Ivanov, Aleksandr Ragouline, Viktor Kouzkine, Vitali Davydov (défenseurs),
- Vladimir Brejnev, Veniamin Aleksandrov, Aleksandr Almetov, Boris Maïorov, Viktor Iakouchev, Iouri Volkov, Konstantin Loktev, Anatoli Firsov, Leonid Volkov, Anatoli Ionov, Viatcheslav Starchinov (attaquants).

L'équipe est entraînée par Anatoli Tarassov et Arkadi Tchernychev.

## Championnat B

### Qualification pour le groupe B
- 19 novembre à Gênes : Italie 2 – 3  Hongrie
- 26 novembre à Budapest : Hongrie 2 – 2 Italie
- 5 décembre à Londres : Grande-Bretagne 8 – 2 France
- 12 décembre à Boulogne-Billancourt : France 3 – 2 Grande-Bretagne

La Grande-Bretagne et la Hongrie sont donc les deux dernières nations rejoignant le groupe B.

### Résultats
Le championnat B a eu lieu dans les villes de Turku, Rauma et Pori et finalement, la Roumanie n'a pas participé.
- 4 mars
  - Suisse 7 – 3  Autriche
  - Pologne 9 – 5 Hongrie
  - Yougoslavie 5 – 5 Grande-Bretagne
- 5 mars
  - Pologne 5 – 3 Autriche
  - Allemagne fédérale 8 – 2 Yougoslavie
- 6 mars
  - Suisse 3 – 1 Hongrie
  - Allemagne fédérale 12 – 4 Grande-Bretagne
- 7 mars
  - Autriche 5 – 4 Grande-Bretagne
  - Pologne 3 – 1 Suisse
  - Hongrie 3 – 0 Yougoslavie
- 8 mars
  - Allemagne fédérale 2 – 1 Autriche
- 9 mars
  - Suisse 3 – 3 Yougoslavie
  - Allemagne fédérale 4 – 4 Hongrie
  - Pologne 11 – 2 Grande-Bretagne
- 10 mars
  - Autriche 6 – 5 Yougoslavie
- 11 mars
  - Hongrie 5 – 3 Autriche
  - Pologne 3 – 3 Allemagne fédérale
  - Suisse 7 – 4 Grande-Bretagne
- 12 mars
  - Pologne 4 – 1 Yougoslavie
  - Suisse 6 – 1 Allemagne fédérale
  - Hongrie 1 – 5 Grande-Bretagne

### Classement
|   | Équipe             | PJ      | V       | N       | D       | BP      | BC      |         |
| - | ------------------ | ------- | ------- | ------- | ------- | ------- | ------- | ------- |
| 1 | Pologne            | 6       | 5       | 1       | 0       | 35      | 15      |         |
| 2 | Suisse             | 6       | 4       | 1       | 1       | 27      | 15      |         |
| 3 | Allemagne fédérale | 6       | 3       | 2       | 1       | 30      | 20      |         |
| 4 | Hongrie            | 6       | 2       | 1       | 3       | 19      | 24      |         |
| 5 | Autriche           | 6       | 2       | 0       | 4       | 21      | 28      |         |
| 6 | Grande-Bretagne    | 6       | 1       | 1       | 4       | 24      | 41      |         |
| 7 | Yougoslavie        | 6       | 0       | 2       | 4       | 16      | 29      |         |
| 8 | Roumanie           | Abandon | Abandon | Abandon | Abandon | Abandon | Abandon | Abandon |

La Pologne jouera donc en 1966 dans le groupe A tandis que la Roumanie devra jouer la phase qualificative pour le groupe B.